# Свеї

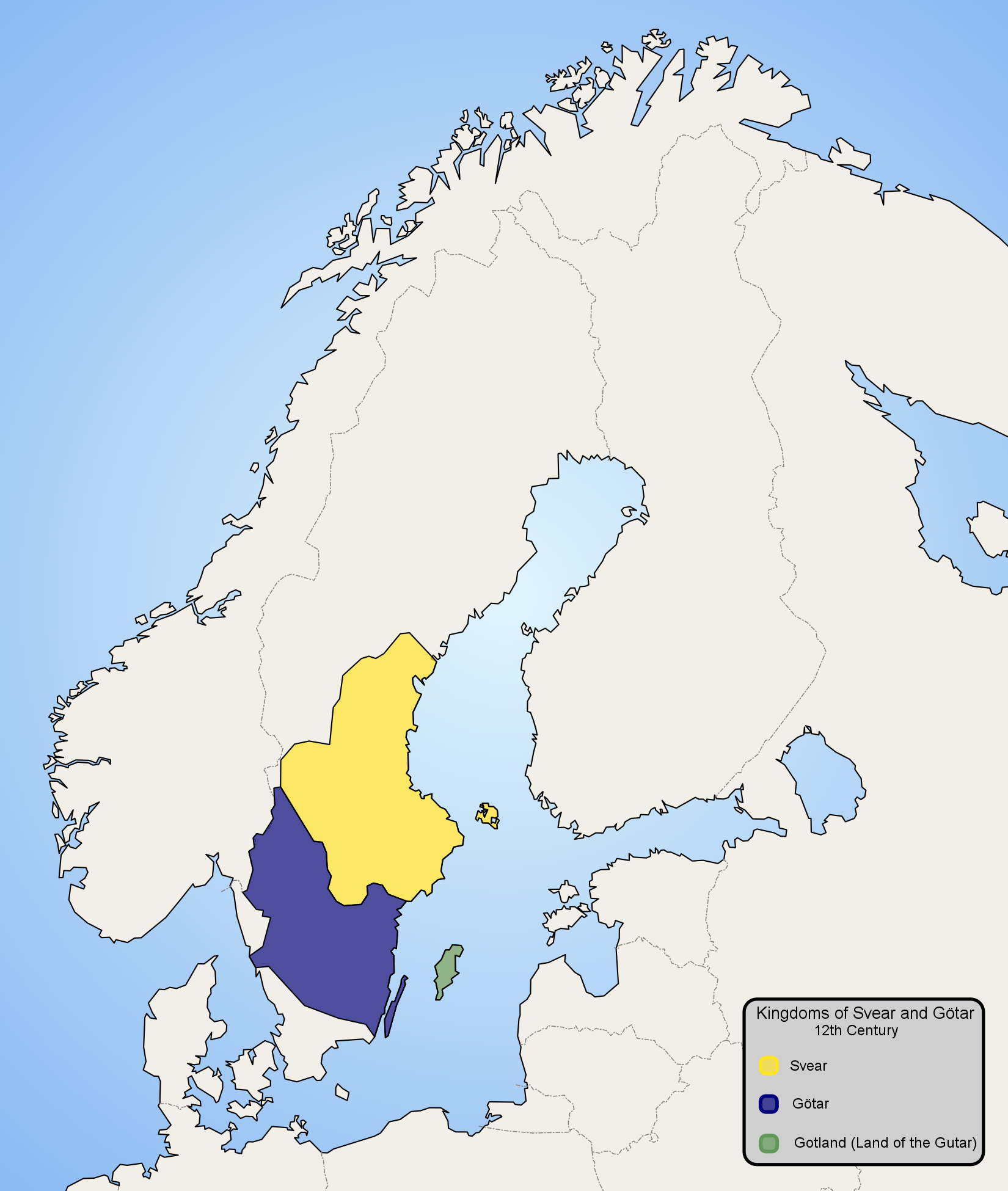
Швеція в IX столітті.
Свеї
Геати
Гути

Свеї (швед. svear; старонорв.: svíar / suar (ймовірно від зворотного займенника прото-індоєвропейського кореня *s(w)e, «свій [одноплемінник/родич]») — германське плем'я, що жило на території нинішньої Швеції. Термін також використовувався як збірна назва населення стародавньої Швеції. Від етноніму «свеї» походить назва Швеції: Sverige = svea + rige («держава свеїв»).
Існує абсолютна неясність щодо ареалу розселення свеїв та ходу їх історичного розвитку. Згідно з панівними раніше уявленнями, центром свеїв була область Уппланд, розташована в Центральній Швеції. Твердження про те, що свеї в VI ст. підпорядкували геатів, зараз поставлено вченими під сумнів.
Свеї мали славу досвідчених мореплавців і воїнів і завдяки цьому часто згадувалися в стародавніх джерелах. З IX ст. назва «свеї» стало збірним, тоді як назва «гети» залишилося чисто географічним. Втім, і гетів і свеїв дуже складно розмежувати етнічно. Так, наприклад, Адам Бременський використовує термін «свеї» то як найменування окремого народу, то як загальна назва жителів Швеції, включаючи гетів.
У середні століття ім'я свеїв стало синонімом етноніма «шведи».